# Hettenhausen (Pfalz)
Hettenhausen ist eine Ortsgemeinde im Landkreis Südwestpfalz in Rheinland-Pfalz. Sie gehört der Verbandsgemeinde Thaleischweiler-Wallhalben an, innerhalb derer sie gemessen an der Einwohnerzahl die viertkleinste und gemessen an der Fläche die sechstkleinste Ortsgemeinde darstellt.

## Geographie
Hettenhausen liegt auf der Sickinger Höhe und grenzt im Norden an den Landkreis Kaiserslautern. Im Nordosten befindet sich der Ort Neumühle, der zur Gemeinde Obernheim-Kirchenarnbach gehört, südwestlich liegt Wallhalben. 34,7 Prozent der Gemarkungsfläche sind bewaldet, 53,8 Prozent werden landwirtschaftlich genutzt (Stand 2017). Mitten durch den Ort fließt der Arnbach, der den linken Quellfluss der Wallhalb darstellt. Nachbargemeinden sind – im Uhrzeigersinn – Gerhardsbrunn, Obernheim-Kirchenarnbach, Weselberg, Saalstadt, Wallhalben und Knopp-Labach.
Zu Hettenhausen gehört zusätzlich der Wohnplatz Birkenhof.

## Geschichte
Der Ortsname wurde im Jahr 1585 erstmals urkundlich erwähnt. Bis 1798 gehörte Hettenhausen zu Leiningen-Dagsburg.
Von 1798 bis 1814, als die Pfalz Teil der Französischen Republik (bis 1804) und anschließend Teil des Napoleonischen Kaiserreichs war, war der Ort in den Kanton Waldfischbach eingegliedert und unterstand der Mairie Zeselberg. Aufgrund der auf dem Wiener Kongress getroffenen Vereinbarungen kam das Gebiet im Juni 1815 zunächst zu Österreich und wurde 1816 auf der Grundlage eines Staatsvertrags an das Königreich Bayern abgetreten. Von 1818 bis 1862 war der Ort Bestandteil des Landkommissariat Pirmasens, das anschließend in ein Bezirksamt umgewandelt wurde.
Ab 1939 war der Ort Bestandteil des Landkreises Pirmasens (heutiger Name: Landkreis Südwestpfalz). Nach dem Zweiten Weltkrieg wurde die Gemeinde Heltersberg innerhalb der französischen Besatzungszone Teil des Regierungsbezirks Pfalz im damals neu gebildeten Land Rheinland-Pfalz. Im Zuge der ersten rheinland-pfälzischen Verwaltungsreform wurde die Gemeinde 1972 der neugeschaffenen Verbandsgemeinde Wallhalben. Seit 2014 ist sie Bestandteil der Verbandsgemeinde Thaleischweiler-Wallhalben, die durch Zusammenlegung der Verbandsgemeinden Thaleischweiler-Fröschen und Wallhalben entstand.

## Bevölkerung

### Einwohnerentwicklung
Die Entwicklung der Einwohnerzahl von Hettenhausen, die Werte von 1871 bis 1987 beruhen auf Volkszählungen:
| Jahr | Einwohner |
| ---- | --------- |
| 1815 | 172       |
| 1835 | 179       |
| 1871 | 203       |
| 1905 | 211       |
| 1939 | 200       |
| 1950 | 236       |
| 1961 | 255       |

| Jahr | Einwohner |
| ---- | --------- |
| 1970 | 230       |
| 1987 | 262       |
| 1997 | 284       |
| 2005 | 280       |
| 2011 | 255       |
| 2017 | 231       |
| 2023 | 221       |

### Religion
Ende 2014 waren 40,6 Prozent der Einwohner katholisch und 47,0 Prozent evangelisch. Die übrigen gehörten einer anderen Religion an oder waren konfessionslos. Die Katholiken gehören zum Bistum Speyer, die Evangelischen zur Protestantischen Landeskirche Pfalz.

## Politik

### Gemeinderat
Der Gemeinderat in Hettenhausen besteht aus sechs Ratsmitgliedern, die bei der Kommunalwahl am 9. Juni 2024 in einer Mehrheitswahl gewählt wurden, und dem ehrenamtlichen Ortsbürgermeister als Vorsitzendem.

### Bürgermeister
Klaus Kiefer wurde am 11. Juli 2024 Ortsbürgermeister von Hettenhausen. Da für die Direktwahl am 9. Juni 2024 kein Wahlvorschlag eingereicht wurde, oblag die Neuwahl gemäß rheinland-pfälzischer Gemeindeordnung dem Rat der Gemeinde, der in seiner konstituierenden Sitzung Klaus Kiefer zum Bürgermeister wählte.
Kiefers Vorgänger Tobias Woll hatte das Amt am 22. Juli 2014 übernommen und am 1. Juli 2022 aus gesundheitlichen Gründen vorzeitig niedergelegt. Da das vakante Amt nicht neu besetzt werden konnte, führte der bisherige Erste Beigeordnete Dieter Bastian übergangsweise für zwei Jahre die Amtsgeschäfte. Tobias Wolls Vorgänger waren Gerhard Gießen und zuvor, bis 2002, Norbert Vollmar.

### Wappen
| Wappen von Hettenhausen | Blasonierung: „Von Blau und Silber geteilt, oben ein rotbewehrter silberner Adler, unten eine rote Urne.“                                                            |
| Wappen von Hettenhausen | Wappenbegründung: Es wurde 1981 von der Bezirksregierung Neustadt genehmigt. Der silberne Adler erinnert an die ehemalige Zugehörigkeit des Ortes zu den Leiningern. |

## Kultur

### Kulturdenkmäler
Vor Ort existieren insgesamt drei Objekte, die unter Denkmalschutz stehen.

### Natur
Einziges Naturdenkmal innerhalb des Gemeindegebiets ist die Kastaneinallee.

## Wirtschaft und Infrastruktur

### Wirtschaft
Bis 1987 gab es im Ort eine Schuhfabrik, in der unter anderem Schuhe der Marke Adidas hergestellt wurden. Im Gebäude befindet sich mittlerweile eine Dreherei. An die ehemalige Fabrik erinnert bis in die Gegenwart der Name einer Bushaltestelle. Seit 2016 existiert innerhalb der Gemeinde die Windkraftanlage Hettenhausen.

### Verkehr
Durch den Ort führt die Kreisstraße 20, die in Richtung Norden eine Verbindung mit Obernheim-Kirchenarnbach herstellt und nach Süden eine solche nach Wallhalben. Über die nahegelegene A 62 besteht Anschluss an den Fernverkehr. Der Öffentliche Personennahverkehr ist in den Verkehrsverbund Rhein-Neckar integriert. Der Nahverkehr war ab 2000 im Westpfalz-Verkehrsverbund (WVV) organisiert, der seit Sommer 2006 vollständig in den Verkehrsverbund Rhein-Neckar integriert ist.